# Liderança Ética
 Liderança ética é uma demonstração de uma conduta normativamente adequada por meio de ações pessoais e relações interpessoais, bem como a promoção da mesma conduta aos seus subordinados através da comunicação, reforço e da tomada de decisão.
Os líderes éticos são caracterizados como honestos, cuidadosos e com princípios morais, que tomam decisões justas e equilibradas, comunicam com frequência com os seus subordinados sobre ética e definem padrões claros de ética com recurso a recompensas e punições para que as suas normas sejam seguidas. Uma vez que a influência é a essência da liderança, influenciar a ética dos subordinados deve caracterizar a liderança ética. Os líderes éticos não defendem apenas os seus princípios, eles praticam e seguem os seus princípios e são assim modelos proativos de conduta ética.

## Determinantes do comportamento ético do líder
O comportamento ético individual resulta quer de características individuais específicas, quer do conjunto de influências e pressões exercidas pelo contexto. Por um lado, a personalidade pode ser traduzida no conjunto de comportamentos mais constantes e característicos visíveis no trabalho enquanto reflexo dos seus traços de personalidade mais salientes, por outro, a liderança nem é sempre exercida de forma igual. Os líderes reagem de acordo com as mudanças situacionais no seu ambiente de trabalho as quais, em conjunto com os traços de personalidade determinam a medida em que o indivíduo é capaz de envolver um grupo e estimular a mudança de forma coerente e constante.
A personalidade de um indivíduo não permanece sempre igual, evolui conforme a influência de variáveis situacionais.  Um líder que escolhe adotar uma conduta assente em princípios morais, que respeite os valores da comunidade envolvente e que não ignore as consequências sociais para os seus colaboradores está a agir de forma ética. Para além de aspetos relativos às características individuais do líder, aspetos contextuais, como por exemplo a competitividade, podem levar à prática de comportamentos que desprezem a ética numa tentativa desesperada de sucesso.

## Liderança ética nas organizações
No contexto organizacional, a ética do líder faz parte da forma de exercer a liderança e é transmitida através da comunicação dos seus valores morais para que o seu comportamento seja intencionalmente seguido pelos subordinados. A conceção de liderança ética associa duas características: a perceção de eficácia do líder e a previsão de resultados relacionados com o trabalho, incorporando tanto características comportamentais do líder como de interação com o subordinado . A ideia geral é que os líderes influenciam a conduta ética, definindo explicitamente padrões éticos e tornando os seus subordinados responsáveis por esses padrões através do uso de recompensas e disciplina. O bom desempenho do líder, e respetivos colaboradores, traduz-se no sucesso do desempenho organizacional e para isso é necessário que a sua atitude seja adequada, não só às normas da organização, mas também à sua conduta pessoal. O comportamento ético individual tem origem na interação das dimensões pessoal, profissional e social. É esperado que o líder, como indivíduo em sociedade, seja consciente das consequências das suas próprias ações tendo em conta a repercussão que essas ações vão ter para si mesmo e para os outros. Aos olhos dos outros, determinados princípios morais não são equivalentes a agir de forma ética, isto é, para alguns a conduta ética consiste apenas em cumprir a lei. 

## A influência do comportamento antiético do líder
A preocupação com os seus colaboradores e com o bem-estar geral traçam uma conduta ética do líder. Em oposição a esta postura, quando o líder demonstra atitudes de interesse e satisfação do próprio em primeiro lugar e relaciona-se com os seus subordinados diferenciando-os por serem ameaçadores da sua posição, observa-se uma conduta antiética. A preocupação com os seus colaboradores e com o bem-estar geral traçam uma conduta ética do líder. Em oposição a esta postura, quando o líder demonstra atitudes de interesse e satisfação do próprio em primeiro lugar e relaciona-se com os seus subordinados diferenciando-os por serem ameaçadores da sua posição, observa-se uma conduta antiética. A força dos determinantes individuais da personalidade do líder que refletem um comportamento antiético e de que forma a eticidade na liderança é percebida pelos subordinados, refletida na forma do líder interagir com os seus colaboradores pela perceção que são ameaçadores da sua posição. Um dos aspetos a considerar quando se aborda a questão do comportamento antiético é a consciência dos indivíduos sobre o fato do não cumprimento das normas morais traduzir-se na vontade intencional de exercer comportamentos disfuncionais e prejudiciais, assim, é importante perceber o que leva um indivíduo a comportar-se eticamente ou não. 
A nível organizacional, os comportamentos corruptos não estão só associados a atividades fraudulentas mas também à falta de ética quando se enfrenta situações, em que as questões morais podem ser ambíguas. Estes comportamentos são associados a indivíduos com poder dentro da própria organização e levam à caracterização da organização como uma entidade corrupta.

### Efeito Sombra
O efeito sombra destaca a falta de ética no comportamento dos líderes quando estes interagem com os colaboradores com base no mérito, ou por percecionarem que estes serão uma ameaça à sua posição. É esperado que os líderes utilizem um sistema de recompensas e punições para os seus subordinados como um sistema de aprendizagem por modelagem com o objetivo de influenciá-los a comportarem-se de forma ética. Pelas suas características de personalidade, nem todos os líderes  tem capacidade de agir e influenciar os seus subordinados desta forma, através do mesmo processo, conforme a aprendizagem social , o líder pode influenciar o comportamento antiético nos seus subordinado. O efeito sombra surge como um sentimento promovido pelo líder que, conscientemente escolhe a forma de interagir com os seus subordinados não com base no seu mérito e competências mas pela perceção que têm destes serem ou não ameaçadores da sua posição, e este efeito altera a perceção de liderança no sentido em que quanto mais elevado for o grau de efeito de sombra percecionado menor a liderança será a perceção de eticidade de liderança . Este efeito é característico de um indivíduo que evidencia fortes traços de personalidade individualista e assim, assemelha-se ao narcisismo. Um indivíduo narcisista é descrito pela elevada preocupação consigo mesmo e na sua realização pessoal, o que, enquanto líder, promove nos subordinados o sentimento de efeito sombra que é uma característica específica dos líderes narcísicos.

### Narcisismo na liderança ética
O líder caracteristicamente narcísico é aquele que não encontra limites na sua autoridade e, simultaneamente, não é capaz de estabelecer vínculos emocionais. Esta ausência de vínculos de afeto e indiferença para com o outro podem levar à adoção de comportamentos competitivos, em vez de cooperativos. A falta de empatia e a propensão para explorar os outros com o objetivo de obter ganhos pessoais característicos de uma pessoa narcísica, apresenta-se alinhado aos fundamentos teóricos da liderança antiética . O líder tendencialmente narcísico usa a liderança para sua satisfação própria e não da equipe, enquanto o líder que não apresenta características narcísicas, geralmente, estabelece laços de solidariedade com os seus subordinados, considerando-se que é uma figura importante para os interesses comuns da equipe. É possível encontrar uma relação com o efeito sombra anteriormente referido pela descrição das características de um líder incapaz de receber novas ideias e apreciar o trabalho dos seus subordinados. É possível observar que o caráter narcísico do líder estabelece uma associação negativa entre o efeito sombra e a liderança ética no sentido em que essa associação será tanto mais forte quanto mais elevado for o grau de narcisismo percecionado em relação ao líder. 